# رايان أوشا
رايان أوشا (بالإنجليزية: Ryan Ochoa)‏ هو ممثل أمريكي، ولد في 17 مايو 1996 بسان دييغو في الولايات المتحدة.

## أعمال

### أفلام
- (2008) 7 أرطال[5][6]
- (2009) أنشودة عيد الميلاد
- (2009) الولد الخارق
- (2011) ميلو ورحلة الإنقاذ

## وصلات خارجية
- رايان أوشا على موقع IMDb (الإنجليزية)
- رايان أوشا على موقع روتن توميتوز (الإنجليزية)
- رايان أوشا على موقع أول موفي (الإنجليزية)
- رايان أوشا على موقع قاعدة بيانات الفيلم (الإنجليزية)